# Бакстон (Мен)
Бакстон (англ. Buxton) — місто (англ. town) в США, в окрузі Йорк штату Мен. Населення — 8376 осіб (2020).

## Демографія
Згідно з переписом 2010 року, у місті мешкали 8034 особи в 3108 домогосподарствах у складі 2254 родин. Було 3301 помешкання
Расовий склад населення:
| - 96,5 % — білих - 0,9 % — азіатів - 0,6 % — чорних або афроамериканців - 0,2 % — корінних американців |

До двох чи більше рас належало 1,7 %. Частка іспаномовних становила 0,7 % від усіх жителів.
За віковим діапазоном населення розподілялося таким чином: 22,7 % — особи молодші 18 років, 65,3 % — особи у віці 18—64 років, 12,0 % — особи у віці 65 років та старші. Медіана віку мешканця становила 41,5 року. На 100 осіб жіночої статі у місті припадало 101,7 чоловіків;  на 100 жінок у віці від 18 років та старших — 100,4 чоловіків також старших 18 років.
Середній дохід на одне домашнє господарство  становив 87 376 доларів США (медіана — 65 762), а середній дохід на одну сім'ю — 89 572 долари (медіана — 79 335). Медіана доходів становила 51 153 долари для чоловіків та 34 639 доларів для жінок. За межею бідності перебувало 6,5 % осіб, у тому числі 7,2 % дітей у віці до 18 років та 10,4 % осіб у віці 65 років та старших.
Цивільне працевлаштоване населення становило 4712 осіб. Основні галузі зайнятості: освіта, охорона здоров'я та соціальна допомога — 18,5 %, роздрібна торгівля — 17,6 %, науковці, спеціалісти, менеджери — 14,6 %, виробництво — 13,2 %.